# Ґузови-Пець
Ґузови-Пець (пол. Guzowy Piec, нім. Gusenhofen) — село в Польщі, у гміні Ґетшвалд Ольштинського повіту Вармінсько-Мазурського воєводства.
Населення — 77 осіб (2011).
У 1975-1998 роках село належало до Ольштинського воєводства.

## Демографія
Демографічна структура станом на 31 березня 2011 року:
|          | Загалом | Допрацездатний вік | Працездатний вік | Постпрацездатний вік |
| -------- | ------- | ------------------ | ---------------- | -------------------- |
| Чоловіки | 38      | 6                  | 25               | 7                    |
| Жінки    | 39      | 7                  | 16               | 16                   |
| Разом    | 77      | 13                 | 41               | 23                   |